# Kartir

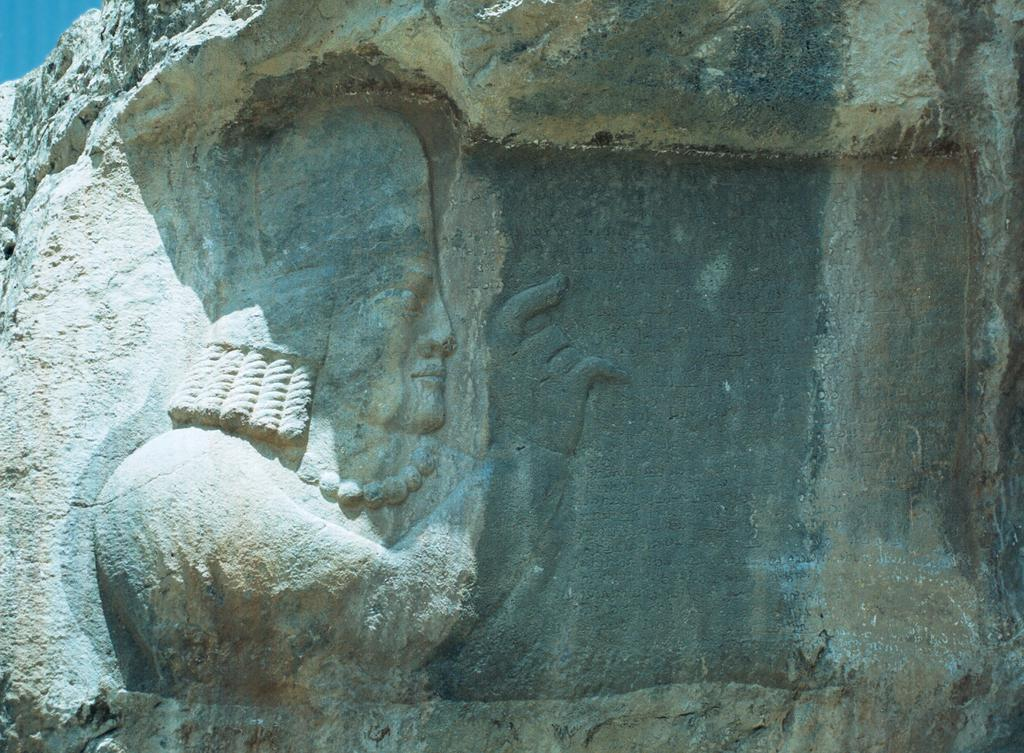
Kartirs inskription i Naqsh-e Rajab.

Kartir var en mobadanmobad under Sassanidisk tid i Iran, samtida med Bahram II 276 - 293.